# SuperDraft de la MLS 2022
El SuperDraft de la MLS de 2022 fue la edición número 23 del SuperDraft realizado por Major League Soccer. El SuperDraft se lleva a cabo cada mes de enero antes del inicio de la temporada de la MLS y se lleva a cabo a través de conferencias telefónicas desde 2020. Anteriormente, el SuperDraft se llevó a cabo junto con la convención anual de entrenadores de United Soccer de enero.
Desde 2021, el SuperDraft consta de tres rondas. Los equipos que recibieron selecciones de cuarta ronda para este draft a través de intercambios anteriores recibieron selecciones compensatorias en su lugar.

## Primera Ronda
|  | Miembro de Generación Adidas |

| N.º | Jugador              | Equipo de la MLS                                            | Universidad/Proyecto/Club                    | Posición       | Imagen |
| --- | -------------------- | ----------------------------------------------------------- | -------------------------------------------- | -------------- | ------ |
| 1   | Ben Bender           | Charlotte FC                                                | Universidad de Maryland                      | Centrocampista |        |
| 2   | Roman Celentano      | FC Cincinnati                                               | Universidad de Indiana Bloomington           | Portero        |        |
| 3   | Isaiah Parker        | FC Dallas (desde Toronto FC)                                | Universidad de San Luis                      | Delantero      |        |
| 4   | Thorleifur Ulfarsson | Houston Dynamo                                              | Universidad Duke                             | Delantero      |        |
| 5   | Kipp Keller          | Austin FC                                                   | Universidad de San Luis                      | Defensa        |        |
| 6   | Lucas Bartlett       | FC Dallas                                                   | Universidad de San Juan                      | Defensa        |        |
| 7   | Matthew Nocita       | New York Red Bulls (desde Chicago Fire)                     | Academia Naval de los Estados Unidos         | Defensa        |        |
| 8   | Ousseni Bouda        | San Jose Earthquakes                                        | Universidad Stanford                         | Delantero      |        |
| 9   | Ryan Sailor          | Inter de Miami                                              | Universidad de Washington                    | Defensa        |        |
| 10  | Ahmed Longmire       | Nashville SC (desde Los Angeles FC vía Colorado Rapids)     | Universidad de California en Los Ángeles     | Defensa        |        |
| 11  | Kendall Burks        | Chicago Fire (desde CF Montréal vía New York Red Bulls)     | Universidad de Washington                    | Defensa        |        |
| 12  | Patrick Schulte      | Columbus Crew                                               | Universidad de San Luis                      | Portero        |        |
| 13  | Oskar Agren          | San Jose Earthquakes (desde D.C. United)                    | Universidad Clemson                          | Defensa        |        |
| 14  | Ian Murphy           | FC Cincinnati (desde Los Angeles Galaxy)                    | Universidad Duke                             | Defensa        |        |
| 15  | Jojea Kwizera        | CF Montréal (desde New York Red Bulls)                      | Universidad del Valle de Utah                | Delantero      |        |
| 16  | Simon Becher         | Vancouver Whitecaps                                         | Universidad de San Luis                      | Delantero      |        |
| 17  | Tani Oluwaseyi       | Minnesota United                                            | Universidad de San Juan                      | Delantero      |        |
| 18  | Jack Lynn            | Orlando City                                                | Universidad de Notre Dame                    | Delantero      |        |
| 19  | Erik Centeno         | Atlanta United                                              | Universidad del Pacífico                     | Defensa        |        |
| 20  | O’Vonte Mullings     | New York Red Bulls (desde Seattle Sounders)                 | Universidad de la Costa del Golfo de Florida | Delantero      |        |
| 21  | Farai Mutatu         | Los Angeles Galaxy (desde Nashville SC)                     | Universidad Estatal de Míchigan              | Delantero      |        |
| 22  | Esai Easley          | Sporting Kansas City                                        | Universidad del Gran Cañón                   | Defensa        |        |
| 23  | Mohamed Omar         | Colorado Rapids                                             | Universidad de Notre Dame                    | Centrocampista |        |
| 24  | Jacob Jackson        | New England Revolution                                      | Universidad Loyola Marymount                 | Portero        |        |
| 25  | Philip Quinton       | Columbus Crew (desde Real Salt Lake)                        | Universidad de Notre Dame                    | Defensa        |        |
| 26  | Aimé Mabika          | Colorado Rapids (desde Philadelphia Union vía Nashville SC) | Universidad del Norte de Illinois            | Defensa        |        |
| 27  | Justin Rasmussen     | Portland Timbers                                            | Universidad del Gran Cañón                   | Centrocampista |        |
| 28  | Tsiki Ntsabeleng     | FC Dallas (desde New York City)                             | Universidad Estatal de Oregón                | Centrocampista |        |

## Segunda Ronda
|  | Miembro de Generación Adidas |

| N.º | Jugador                        | Equipo de la MLS                            | Universidad/Proyecto/Club                         | Posición       | Imagen    |
| --- | ------------------------------ | ------------------------------------------- | ------------------------------------------------- | -------------- | --------- |
| 29  | Kyle Holcomb                   | Charlotte FC                                | Universidad de Wake Forest                        | Delantero      |           |
| 30  | Nick Markanich                 | FC Cincinnati                               | Universidad del Norte de Illinois                 | Delantero      |           |
| 31  | Luka Gavran                    | Toronto FC                                  | Universidad de San Juan                           | Portero        |           |
| 32  | Paulo Lima                     | Houston Dynamo                              | Providence College                                | Centrocampista |           |
| 33  | Charlie Ostrem                 | Chicago Fire (desde Austin FC)              | Universidad de Washington                         | Defensa        |           |
| 34  | Kevin O'Toole                  | New York City (desde FC Dallas)             | Universidad de Princeton                          | Defensa        | Delantero |
| 35  | Charlie Asensio                | Austin FC (desde Chicago Fire)              | Universidad Clemson                               | Defensa        |           |
| 36  | Sofiane Djeffal                | D.C. United (desde San Jose Earthquakes)    | Universidad Estatal de Oregón                     | Centrocampista |           |
| 37  | Lucas Meek                     | Inter de Miami                              | Universidad de Washington                         | Centrocampista |           |
| 38  | Will Meyer                     | Nashville SC (desde Los Angeles FC)         | Universidad de Akron                              | Portero        |           |
| 39  | Arturo Ordóñez                 | Houston Dynamo (desde CF Montréal)          | Universidad de Pittsburgh                         | Defensa        |           |
| 40  | Jacob Erlandson                | Columbus Crew                               | Universidad Estatal de Bowling Green              | Defensa        |           |
| 41  | Alex Nagy                      | D.C. United                                 | Universidad de Vermont                            | Centrocampista |           |
| 42  | Callum Johnson                 | Los Angeles Galaxy                          | Universidad Clemson                               | Centrocampista |           |
| 43  | Achille Robin                  | Seattle Sounders (desde New York Red Bulls) | Universidad de Washington                         | Defensa        |           |
| 44  | Luis Felipe Fernandez-Salvador | Vancouver Whitecaps                         | Universidad Clemson                               | Centrocampista |           |
| 45  | Roberto Molina                 | Colorado Rapids (desde Minnesota United)    | Universidad de California en Irvine               | Centrocampista |           |
| 46  | Nathan Dossantos               | Orlando City                                | Universidad Marshall                              | Defensa        |           |
| 47  | Tristan Trager                 | Atlanta United                              | Academia de la Fuerza Aérea de los Estados Unidos | Delantero      |           |
| 48  | Justin Ingram                  | Inter de Miami (desde Seattle Sounders)     | Universidad Loyola Maryland                       | Centrocampista |           |
| 49  | Gio Aguilar                    | Vancouver Whitecaps (desde Nashville SC)    | Universidad Estatal de California, Northridge     | Centrocampista |           |
| 50  | Brett St. Martin               | Sporting Kansas City                        | Universidad de Maryland                           | Defensa        |           |
| 51  | Ben Reveno                     | New England Revolution                      | Universidad de California en Los Ángeles          | Defensa        |           |
| 52  | Pedro Fonseca                  | Real Salt Lake                              | Universidad de Louisville                         | Delantero      |           |
| 53  | Tyler Bagley                   | Inter de Miami (desde Philadelphia Union)   | Universidad Cornell                               | Centrocampista |           |
| 54  | Julian Bravo                   | Portland Timbers                            | Universidad de Santa Clara                        | Defensa        |           |
| 55  | Kinsford Adjei                 | New York City                               | Universidad de Dayton                             | Delantero      |           |

## Tercera Ronda
|  | Miembro de Generación Adidas |

| N.º | Jugador             | Equipo de la MLS                            | Universidad/Proyecto/Club                               | Posición       | Imagen    |
| --- | ------------------- | ------------------------------------------- | ------------------------------------------------------- | -------------- | --------- |
| 56  | George Marks        | Charlotte FC                                | Universidad Clemson                                     | Portero        |           |
| 57  | Reshaun Walkes      | Toronto FC                                  | Universidad de Texas Valle del Río Grande               | Delantero      |           |
| 58  | Chandler Vaughn     | Los Angeles Galaxy (desde Houston Dynamo)   | Universidad de San Luis                                 | Defensa        |           |
| 59  | Michael Knapp       | Austin FC                                   | Universidad Estatal de Montclair                        | Centrocampista |           |
| 60  | Alec Smir           | FC Dallas                                   | Universidad de Carolina del Norte en Chapel Hill        | Portero        | Delantero |
| 61  | Carlo Ritaccio      | Chicago Fire                                | Universidad de Akron                                    | Defensa        |           |
| 62  | John Martin         | San Jose Earthquakes                        | Universidad Clemson                                     | Centrocampista |           |
| 63  | Chase Niece         | FC Dallas (desde Los Angeles FC)            | Universidad de San Luis                                 | Defensa        |           |
| 64  | Ivy Brisma          | CF Montréal                                 | Universidad Estatal de Carolina del Norte               | Delantero      |           |
| 65  | Chris Donovan       | Columbus Crew                               | Universidad Estatal de Bowling Green                    | Delantero      |           |
| 66  | Skage Simonson      | D.C. United                                 | Universidad Metodista del Sur                           | Centrocampista |           |
| 67  | Giannis Nikopolidis | New York Red Bulls                          | Universidad de Georgetown                               | Portero        |           |
| 68  | Theo Collomb        | Vancouver Whitecaps                         | Universidad de Carolina del Norte en Greensboro         | Delantero      |           |
| 69  | Seth Kuhn           | New York Red Bulls (desde Minnesota United) | Universidad Estatal de Pensilvania                      | Centrocampista |           |
| 70  | Nick Taylor         | Orlando City                                | Universidad de Florida Central                          | Delantero      |           |
| 71  | Daniel Bloyou       | Atlanta United                              | Universidad Estatal de Pensilvania                      | Delantero      |           |
| 72  | Hal Uderitz         | Seattle Sounders                            | Universidad de Seattle                                  | Centrocampista |           |
| 73  | Jasper Loeffelsend  | Real Salt Lake                              | Universidad de Pittsburgh                               | Defensa        |           |
| 74  | Sivert Haugli       | Portland Timbers                            | Instituto Politécnico y Universidad Estatal de Virginia | Defensa        |           |
| 75  | El Mehdi Youssoufi  | New York City                               | St. Francis College                                     | Delantero      |           |

## Ronda Complementaria
|  | Miembro de Generación Adidas |

| N.º | Jugador       | Equipo de la MLS                           | Universidad/Proyecto/Club      | Posición       | Imagen |
| --- | ------------- | ------------------------------------------ | ------------------------------ | -------------- | ------ |
| 76  | Yanis Leerman | Chicago Fire (desde Charlotte FC)          | Universidad de Florida Central | Defensa        |        |
| 77  | Vitor Dias    | Vancouver Whitecaps (desde Inter de Miami) | Universidad Marshall           | Centrocampista |        |
| 78  | Holland Rulaz | FC Dallas (desde Minnesota United)         | Universidad de Wake Forest     | Defensa        |        |
| 79  | Tola Showunmi | Colorado Rapids (desde Atlanta United)     | Universidad de Nuevo Hampshire | Delantero      |        |

## Selecciones por Posición
| Ronda          | Portero | Defensa | Mediocampista | Delantero | Totales |
| -------------- | ------- | ------- | ------------- | --------- | ------- |
| Primera        | 3       | 12      | 4             | 9         | 28      |
| Segunda        | 2       | 10      | 10            | 5         | 27      |
| Tercera        | 3       | 5       | 5             | 7         | 20      |
| Complementaria | 0       | 2       | 1             | 1         | 4       |
| Totales        | 8       | 29      | 20            | 22        | 79      |